# Charlie Adam (Fußballspieler, 1985)
Charles Graham „Charlie“ Adam (* 10. Dezember 1985 in Dundee, Schottland) ist ein ehemaliger schottischer Fußballspieler und heutiger -trainer. 

## Karriere

### Glasgow Rangers
Am 14. April 2004 gab Adam gegen FC Livingston sein Ligadebüt für die Rangers, konnte allerdings nicht überzeugen und blieb weiterhin Ersatzspieler. Zu Beginn der Saison 2004/05 spielte er erneut, wurde aber für den Rest der Saison an Ross County in die zweite schottische Liga verliehen. Als er zurückkehrte, wurde er im Folgejahr an FC St. Mirren verliehen, die damals in der zweiten Liga spielten und in diesem Jahr den Aufstieg in die erste schottische Liga meisterten.
Als er wieder zu den Rangers zurückgekehrt war, konnte er sich auf der Position des linken Mittelfeldspielers durchsetzen und gehörte fortan zum Stamm der Mannschaft. Sein erstes Tor für seinen Arbeitgeber schoss Adam beim 3:2-Sieg über AS Livorno am 19. Oktober 2006. In der Saison schoss er 13 weitere Tore, unter anderem ein wichtiges Freistoßtor gegen den Erzrivalen Celtic Glasgow. Im April 2006 wurde er mittels einer Abstimmung zahlreicher Fans des Vereins zum besten Jungspieler der Glasgow Rangers des Jahres gewählt.

### FC Blackpool
Um sich endgültig als Profi durchzusetzen, wechselte Adam im August 2009 zum englischen Zweitligisten FC Blackpool. Bei seinem neuen Verein erspielte er sich schnell einen Stammplatz und hatte in der Football League Championship 2009/10 einen wesentlichen Anteil am überraschenden Aufstieg seiner Mannschaft in die Premier League. Charlie Adam (43 Spiele/16 Tore) wurde am Saisonende aufgrund seiner überdurchschnittlichen Leistungen ins PFA Team of the Year der zweiten Liga gewählt. Auch in der Premier League 2010/11 konnte Adam (35 Spiele/12 Tore) sich durch gute Leistungen auszeichnen, dies verhinderte jedoch nicht den direkten Wiederabstieg seiner Mannschaft am Saisonende.

### FC Liverpool
Nachdem Adam schon im Winter der Saison 2010/11 vom FC Liverpool umworben wurde, wechselte er im Sommer 2011 um kolportierte acht Millionen Pfund nach Liverpool.

### Stoke City
Am letzten Tag der Transferperiode wechselte Adam zu Stoke City. Er unterschrieb beim Verein aus Stoke-on-Trent einen Vierjahresvertrag bis zum 30. Juni 2016.

### Nationalmannschaft
Am 11. Mai 2007 gab Adam im Freundschaftsspiel gegen Österreich sein Debüt für Schottland. Außerdem wurde er von Trainer Alex McLeish in den Kader Schottlands für das Europameisterschaftsqualifikationsspiel gegen die Färöer nominiert und absolvierte hier sein zweites Spiel.

## Trainerkarriere
Am 31. Dezember 2023 ernannte der abstiegsgefährdete englische Drittligist Fleetwood Town Adam zum Cheftrainer. Er verpasste mit Fleetwood mit drei Punkten Rückstand den Klassenerhalt. Ein knappes Jahr nach seiner Verpflichtung, am 22. Dezember 2024, wurde er nach einer Serie von nur einem Sieg aus den letzten elf Ligaspielen entlassen. Zum Zeitpunkt der Entlassung stand Fleetwood in der EFL League Two 2024/25 auf dem 18. Tabellenplatz, acht Punkte vor den Abstiegsrängen.

## Persönliches
Er ist der Sohn des schottischen Fußballspielers aus den 1980er und 1990er Jahren Charlie Adam senior. Sein Bruder Grant Adam war in den 2010er Jahren für eine Reihe von Klubs in den Spielklassen der Scottish Professional Football League als Torhüter aktiv.

## Erfolge
- Aufsteiger in die Scottish Premier League: 2005/06 (St. Mirren)
- Scottish League Challenge Cup: 2005/06 (St. Mirren)
- League Cup: 2011/12 (FC Liverpool)